# Farol de Kiipsaare
O Farol de Kiipsaare é um farol marítimo localizado na península de Harilaid, em Saaremaa, Estonia no território do Parque Nacional de Vilsandi.

## Construção
O farol foi construído a partir de cimento armado em 1933. Seu objetivo era alertar os marinheiros no Mar Báltico sobre os perigos nas proximidades da península e de ser útil na tomada de decisões. Naquela época, os 25 metros (82 pés) de altura do farol estava entre 100 a 150 metros (330-490 pés) para o interior do mar, mas devido à erosão que é agora a poucos metros da costa. A falta de apoio do solo fez o farol a inclinar-se.
Em 1988, o alcance da água estava a cerca de 11 metros (36 pés) do farol, no início dos anos 1990, o mar já havia atingido o farol que começou a inclinar. Durante esse período foram removido os geradores e a iluminação foram removidos em 1992 e o farol de Kiipsaare permaneceu nos registos como uma conhecença até 2009.

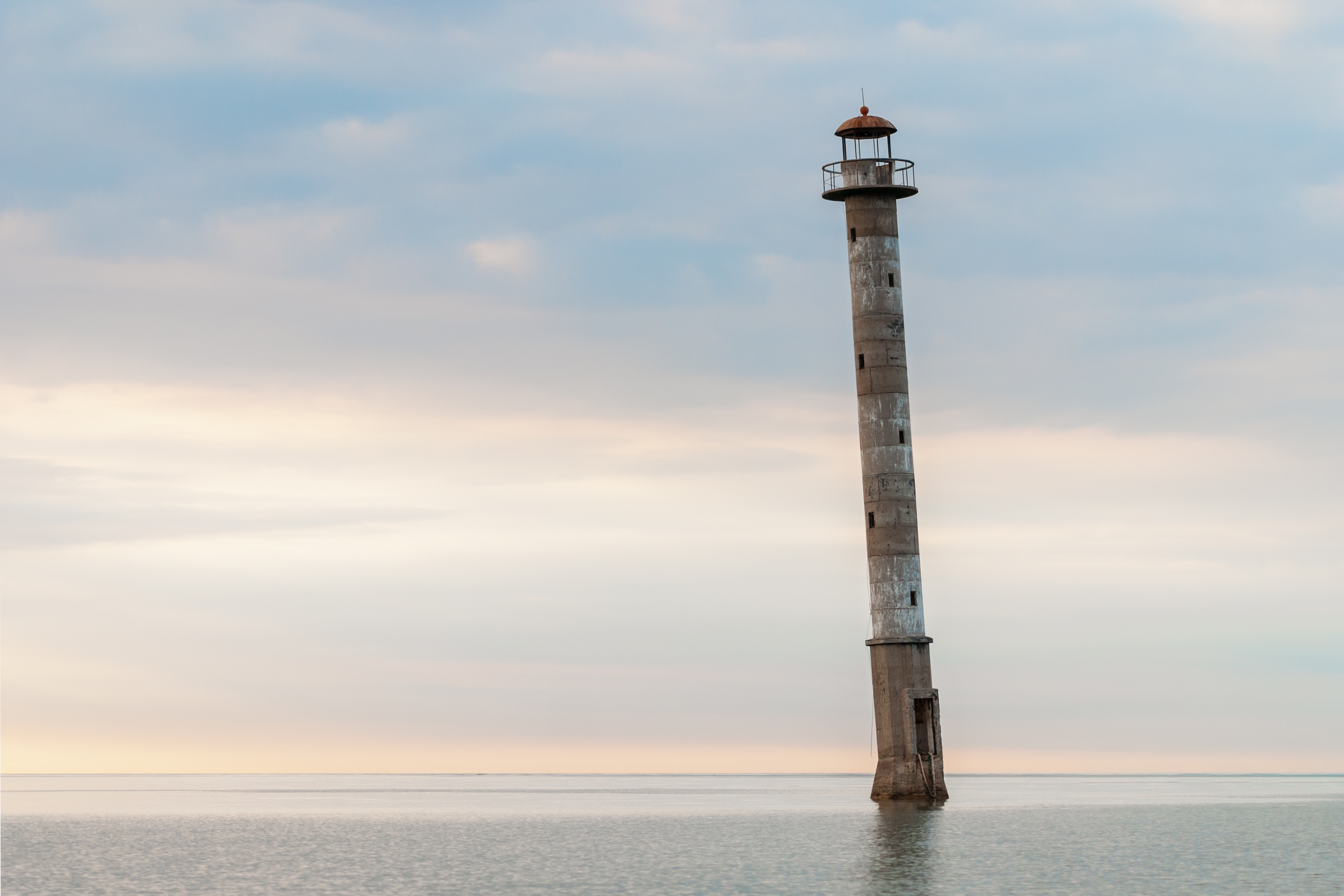
Farol de Kiipsaare (2013).

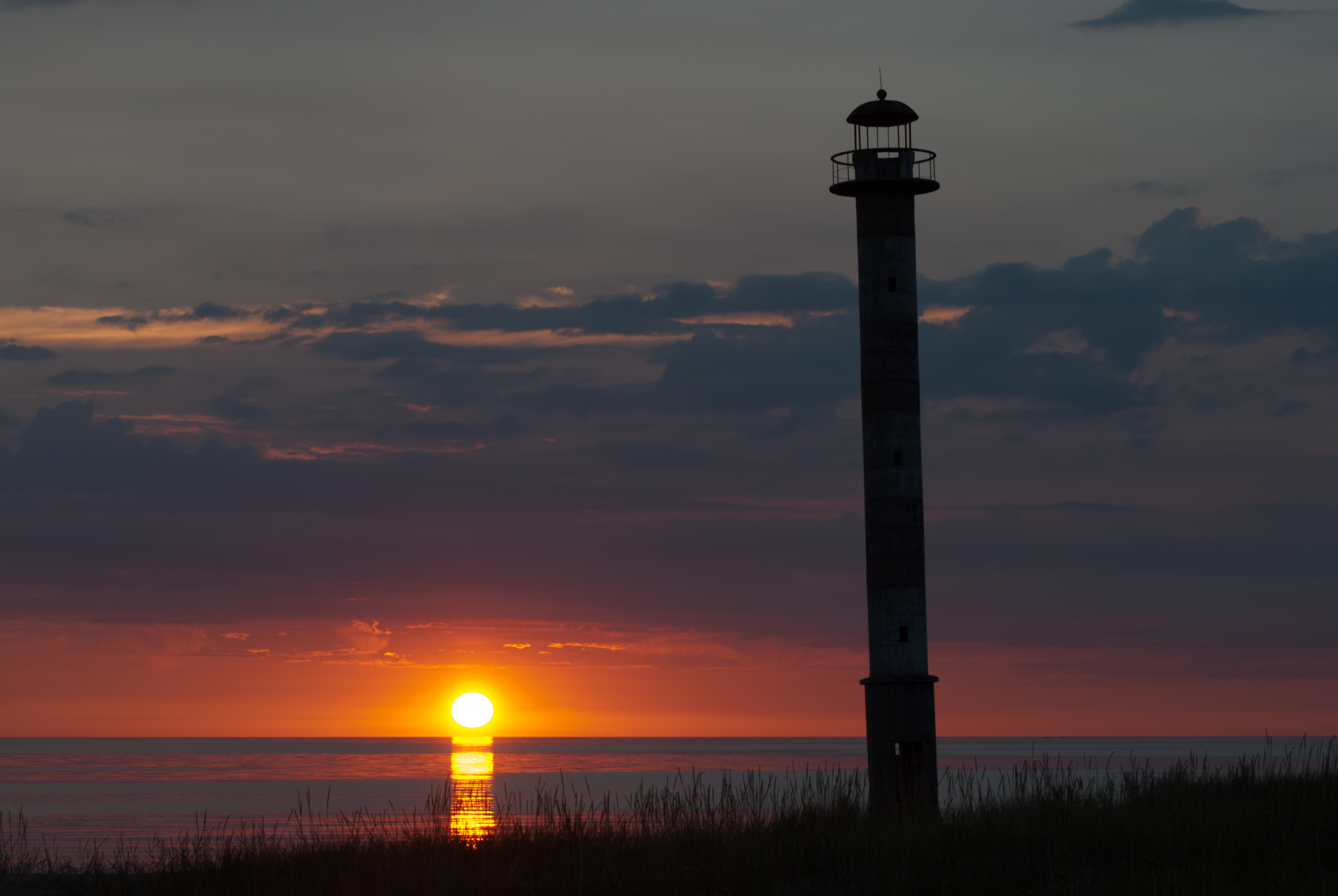
Farol de Kiipsaare no pôr do sol (2013)